# Spoorlijn Culmont-Chalindrey - Toul
De Spoorlijn Culmont-Chalindrey - Toul is een Franse spoorlijn van Chaudenay via Neufchâteau naar Toul. De lijn is 114,0 km lang en heeft als lijnnummer 032 000.

## Geschiedenis
De spoorlijn werd door de Chemins de fer de l'Est in gedeeltes geopend. Van Culmont-Chalindrey naar Merrey op 1 maart 1881, van Merrey naar Neufchâteau op 11 februari 1884 en van Neufchâteau tot Barisey-la-Côte op 1 juni 1889. Het gedeelte tussen Barisey-la-Côte en Toul was reeds op 30 december 1881 voltooid.

## Treindiensten
De SNCF verzorgt het personenvervoer op dit traject TER treinen.
| Serie      | Treinsoort | Route                                                       | Bijzonderheden                                         |
| ---------- | ---------- | ----------------------------------------------------------- | ------------------------------------------------------ |
| TER 836400 | TER (SNCF) | Paris-Est – Troyes – Chaumont – Culmont-Chalindrey – Vittel | Rijdt op vrijdagen en zondagen van april tot november. |
| K 45       | TER (SNCF) | Nancy-Ville – Toul – Is-sur-Tille – Dijon-Ville             |                                                        |
| P 45       | TER (SNCF) | Nancy-Ville – Toul – Neufchâteau                            |                                                        |

## Aansluitingen
In de volgende plaatsen is of was er een aansluiting op de volgende spoorlijnen:
Chaudenay
RFN 001 000, spoorlijn tussen Paris-Est en Mulhouse-Ville
RFN 031 950, fly-over van Chaudenay
Andilly-en-Bassigny
RFN 033 000, spoorlijn tussen Langres en Andilly-en-Bassigny
Merrey
RFN 035 000, spoorlijn tussen Merrey en Hymont-Mattaincourt
Neufchâteau
RFN 024 300, raccordement van Neufchâteau
RFN 026 000, spoorlijn tussen Bologne en Pagny-sur-Meuse
RFN 027 000, spoorlijn tussen Nançois-Tronville en Neufchâteau
RFN 030 000, spoorlijn tussen Neufchâteau en Épinal
Barisey-la-Côte
RFN 041 000, spoorlijn tussen Barisey-la-Côte en Frenelle-la-Grande-Puzieux
Domgermain
RFN 036 300, raccordement van Toul 2
RFN 037 300, raccordement van Toul 3
Choloy
RFN 070 331, raccordement van Toul 1
RFN 070 953, fly-over van Toul
Toul
RFN 039 000, spoorlijn tussen Toul en Rosières-aux-Salines
RFN 070 000, spoorlijn tussen Noisy-le-Sec en Strasbourg-Ville

## Elektrificatie
Het gedeelte tussen Neufchâteau en Toul werd in 1960 geëlektrificeerd met een wisselspanning van 25.000 volt 50 Hz. Het gedeelte tussen Culmont-Chalindrey en Neufchâteau volgde in 1964.